# Die Boxtrolls
Die Boxtrolls ist ein Stop-Motion-Film aus dem Jahr 2014, basierend auf der Roman-Trilogie Die Monster von Rattingen (englisch Here Be Monsters!) von Alan Snow, von der in Deutschland bisher nur die ersten beiden Bände erschienen sind. Der Film wurde am 23. Oktober 2014 in den deutschen Kinos veröffentlicht.

## Handlung
Im Jahr 1805, in der fiktiven Stadt Cheesebridge, gibt es Gerüchte über die unterirdisch lebenden Trolle namens Boxtrolls, die kleine Kinder entführen und töten sollen. Der Kammerjäger Archibald Snatcher schließt ein Abkommen mit dem Bürgermeister Lord Portley-Rind, dass er ungeachtet seiner schweren Allergie gegen Käse, die groteske Schwellungen verursacht, einen Sitz im käseliebenden Stadtrat, den White Hats, bekommt, sobald er jeden einzelnen Boxtroll vernichtet hat.
In Wahrheit sind die Boxtrolls friedliche Kreaturen, sie tragen Kartons wie Kleidung (daher der Name) und kommen nachts aus dem Untergrund, um den Müll nach brauchbaren Dingen zu durchwühlen. Bei ihnen lebt ein Menschenkind namens Eggs, ein Boxtroll namens Fish zieht ihn groß. Als Eggs zehn Jahre alt ist, findet er entsetzt heraus, dass Archibald Snatcher die Boxtrolls entführt.
Lord Portley-Rinds vernachlässigte Tochter Winnie beobachtet, wie Eggs mit zwei Boxtrolls den Müll durchwühlt. Snatcher jagt das Trio und fängt Fish. Am Boden zerstört, verkleidet sich Eggs und schleicht zurück an die Oberfläche, um ihn zu finden. Eggs landet mitten auf einem Jahrmarkt, der jährlich zum Gedenken an das vor elf Jahren verschwundene „Trubshaw Baby“ stattfindet – es wird behauptet, die Boxtrolls hätten es entführt und getötet. Angewidert von der ungenauen Darstellung der Kreaturen durch die Stadtbewohner folgt er Winnie, als sie den Jahrmarkt verlässt. Sie erkennt ihn als den Jungen, den sie die Nacht zuvor sah und führt ihn zu Snatchers Hauptquartier, einer verlassenen Fabrik.
Eggs schleicht sich in die Fabrik und findet den in einem Käfig eingesperrten Fish. Er befreit ihn, aber während sie zu flüchten versuchen, werden sie erneut gefangen. Snatcher erkennt Eggs als das Trubshaw Baby und offenbart, dass alle gefangenen Boxtrolls noch am Leben sind und für ihn eine riesige Maschine bauen müssen. Winnie ist Eggs in die Fabrik gefolgt und belauscht das Gespräch. Fish, Eggs und Winnie können entkommen und verstecken sich in den Höhlen der Boxtrolls.
Winnie ist überwältigt, als sie die Wahrheit über die Boxtrolls erfährt und überzeugt Eggs, dass er ein Mensch ist. Fish erklärt Eggs, dass sein echter Vater ihn den Boxtrolls anvertraut hat, als er noch ein Baby war, um ihn vor Snatcher zu beschützen. Winnie verspricht Eggs zu helfen, Bürgermeister Portley-Rind von der Wahrheit zu überzeugen. Auf einem Ball, der zum Gedenken an den Kauf eines riesigen Käselaibs veranstaltet wird, stößt Eggs den Käse versehentlich an, so dass dieser in den Fluss rollt. Eggs outet sich auf der Party als das Trubshaw Baby, aber keiner glaubt ihm und Lord Portley-Rind wirft ihn hinaus, weil er den Käse in den Fluss gestoßen hat.
Eggs kehrt in die Höhlen zurück und versucht die übrigen Boxtrolls davon zu überzeugen, dass sie sich nur vor Snatcher retten können, indem sie fliehen. Snatcher gräbt sich mit Hilfe einer von den Boxtrolls erbauten Maschine in die Höhlen, er fängt die gesamte Gruppe ein und bringt sie zurück in die Fabrik. Eggs erwacht hängend in einem Käfig, sein echter Vater, Herbert Trubshaw, der vor Jahren von Snatcher entführt wurde und seither von ihm gefangen gehalten wird, hängt neben ihm kopfüber an einer Wand. Eggs muss mit ansehen, wie die Boxtrolls in eine große Presse gestapelt werden, er fleht sie an wegzulaufen, aber die Presse wird angeschaltet und drückt alle Kartons flach. Snatcher fährt seine Maschine zu Lord Portley-Rinds Haus, er zeigt ihm die leeren Kartons als Beweis für die vernichteten Boxtrolls und verlangt Portley-Rinds weißen Hut, sobald er den letzten Boxtroll (Eggs, der als Boxtroll verkleidet ist) getötet hat.
In diesem Moment treffen die Boxtrolls zusammen mit Herbert ein, sie hatten sich aus ihren Kartons geschlichen und konnten entkommen, bevor die Kartons zerdrückt wurden. Snatcher versucht blind vor Wut Portley-Rinds Hut mit Gewalt an sich zu reißen, aber Eggs, Herbert und die Boxtrolls deaktivieren einen Teil der Maschine. Die beiden Gegner werden hochgeschleudert und landen auf dem Käserad, das gerade aus dem Fluss gefischt wurde. Der gegen Käse allergische Snatcher schwillt zu einem furchterregenden Riesen an und bekommt Lord Portley-Rinds Hut im Tausch gegen seine Tochter Winnie; triumphierend betritt er den Käseverkostungsraum. Er explodiert, nachdem er den ersten Bissen Käse gegessen hat.
Die Stadtbewohner erkennen, dass die Boxtrolls keine Monster sind und beschließen, friedlich mit ihnen zusammen zu leben. Winnie erzählt der Menschenmenge die Geschichte von Snatchers Ende. Herbert und Eggs fahren in einem von Snatchers Apparaten davon.

## Besetzung und Synchronisation

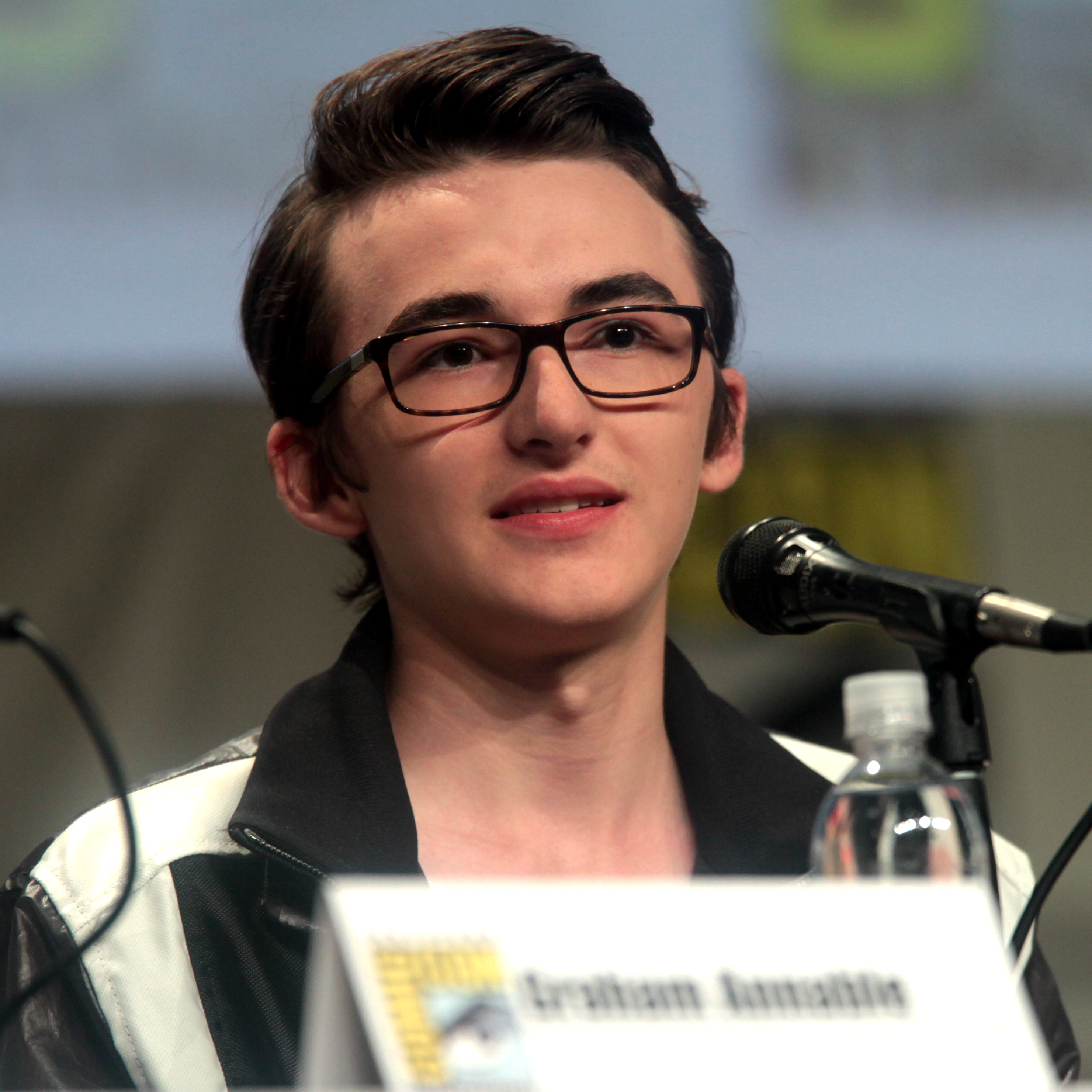
Isaac Hempstead-Wright, Comic-Con 2014

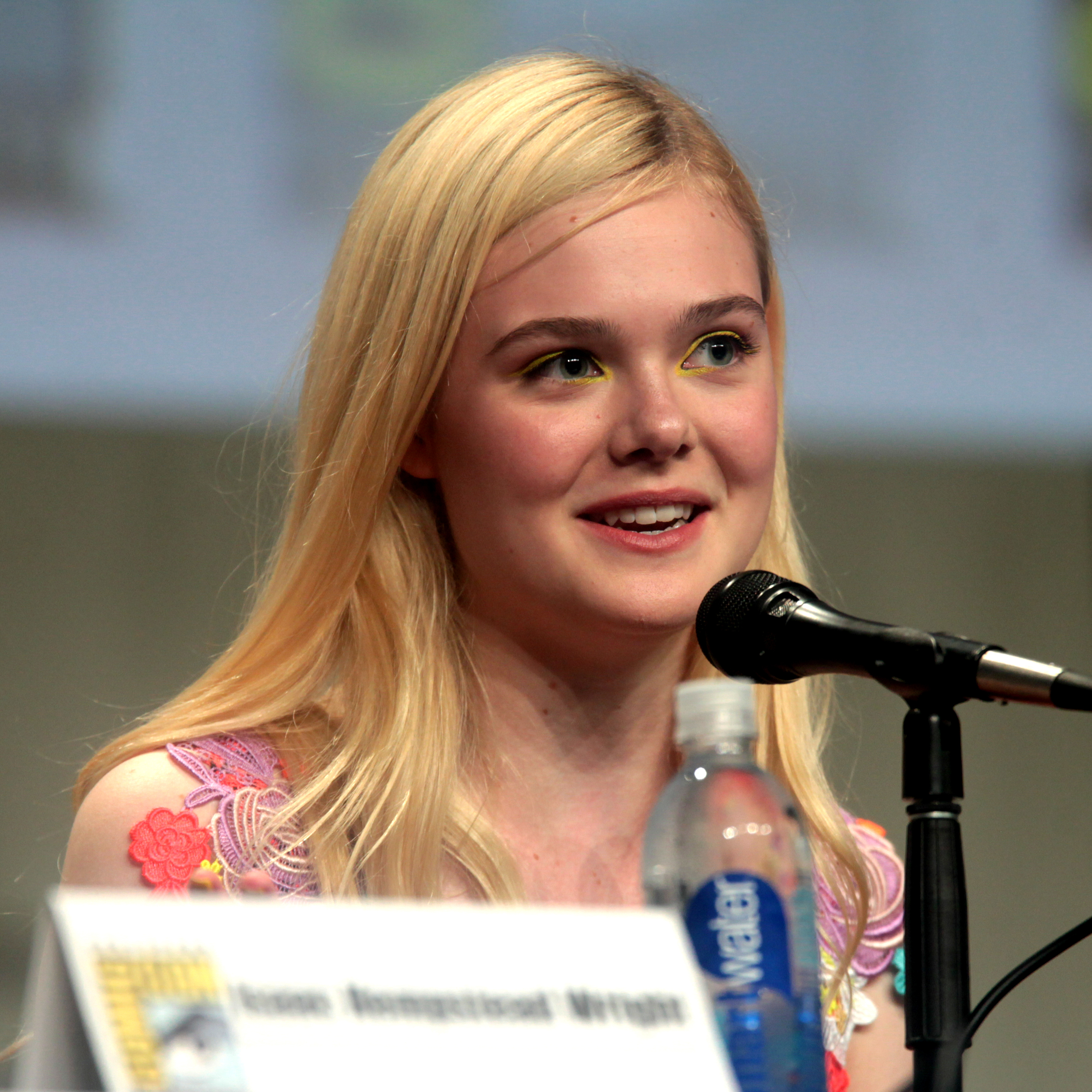
Elle Fanning, Comic-Con 2014

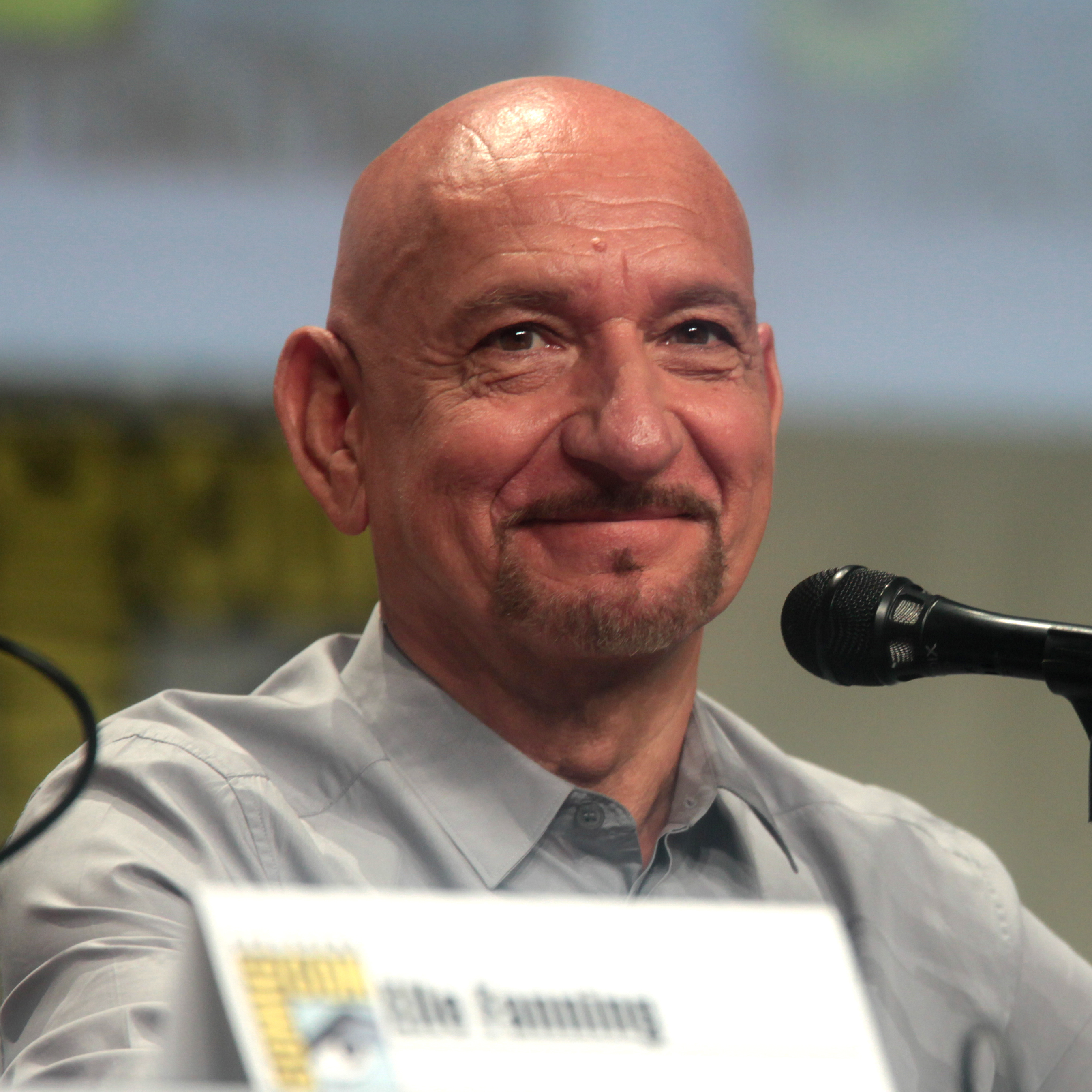
Ben Kingsley, Comic-Con 2014

Die deutschsprachige Synchronisation entstand bei der RC Production in Berlin. Verfasser des Dialogbuchs war Oliver Rohrbeck, der auch als Dialogregisseur tätig war.
| Rolle               | Originalsprecher       | Deutscher Sprecher |
| ------------------- | ---------------------- | ------------------ |
| Lord Portley-Rind   | Jared Harris           | Holger Mahlich     |
| Lady Portley-Rind   | Toni Collette          | Christin Marquitan |
| Winnie Portley-Rind | Elle Fanning           | Jodie Blank        |
| Mr. Trout           | Nick Frost             | Olaf Reichmann     |
| Archibald Snatcher  | Ben Kingsley           | Joachim Tennstedt  |
| Mr. Gristle         | Tracy Morgan           | Norman Matt        |
| Mr. Pickles         | Richard Ayoade         | Rainer Fritzsche   |
| Herbert Trubshaw    | Simon Pegg             | Dennis Schmidt-Foß |
| Eggs                | Isaac Hempstead-Wright | Patrick Baehr      |

## Produktion
Im Juni 2008 kündigte Laika eine Reihe von Projekten an, eine davon eine Literaturverfilmung von Alan Snows Roman Here Be Monsters!. Mit der noch unentschlossenen Animationstechnik, wurde Anthony Stacchi als Regisseur angeheuert. Am 7. Februar 2013 gab Laika preis, dass die Adaption ihr nächster 3D-Film mit dem Namen „Die Boxtrolls“ sein würde. Unter der Regie von Stacci und Graham Annable sollte der Film am 26. September 2014 in den Vereinigten Staaten starten. Focus Features hält die Verleihrechte, Universal Pictures veröffentlicht den Film außerhalb Amerikas.

## Filmmusik
Dario Marianelli komponierte die Musik des Films. Neben der (instrumentalen) musikalischen Untermalung von Filmszenen enthält der Film auch vier Lieder. Eines von ihnen (Quattro Sabatinos) besitzt einen italienischen Text und stammt ebenfalls aus der Feder von Marianelli. Die anderen drei sind auf English und wurden von der Band Loch Lomond für den Film eingespielt. Hierbei stammen Text und Musik des Titelsongs The Boxtrolls Song von dem Monty-Python-Mitglied Eric Idle. Das Lied Little Boxes wurde bereits 1962 von der Liedermacherin Malvina Reynolds geschrieben und sein Originaltext wurde an einigen Stellen leicht verändert, um einen direkten Bezug zum Film herzustellen. Das dritte englischsprachige Lied Some Kids wurde von Jessie Donaldson zusammen mit dem Loch-Lomond-Mitglied Ritchie Young geschrieben. Nur The Boxtrolls Song und Quattro Sabatinos kommen im eigentlichen Film vor, die anderen beiden Lieder sind lediglich im Abspann zu hören. The Boxtrolls Song wird im Film von Archibald Snatcher gesungen wird, während Quattro Sabatinos von einem Plattenspieler erklingt und die Boxtrolle in selbst gebastelten Instrumenten mitspielen.

## Rezeption

### Englischsprachiger Raum
In den Vereinigten Staaten wurde Boxtrolls von der Kritik überwiegend positiv aufgenommen. Das Filmportal Rotten Tomatoes kommt zu einer Gesamtbewertung vom 75 %. Hierzu wurden 153 Kritiken ausgewertet, von denen 115 eher positiv und 38 eher negativ ausgefallen waren.

### Deutschsprachiger Raum
Auch im deutschsprachigen Raum wurde der Film weitgehend positiv aufgenommen. Fast alle Kritiken loben die visuelle Gestaltung, während die Bewertung der Handlung etwas unterschiedlicher ausfällt und einige Kritiker Schwächen im Drehbuch bemängeln.
Eine Kritik der Deutschen Presse-Agentur bezeichnet Die Boxtrolls als einem Animationsfilm mit Kultpotenzial. Sie zeigt sich von der „Visuellen Brillanz“ beeindruckt und lobt die „vielen herrlich verrückten Einfälle“ des Films, der eine Geschichte von „mitreißender Intensität“ mit „Witz und Charme“ erzählt. Die auftretenden sozialen und philosophischen Bezüge verleihen dem eine zusätzliche Dimension und machen ihn zu einer Parabel gegen die Verfolgung von Minderheiten. Sie erdrücken den Film jedoch nicht, der sich auch einfach als unterhaltsames Märchen genießen lässt.
Eine Kritik im Bayerischen Rundfunk spricht von einer „stimmigen Parabel“ mit „stimmigen Details“ bezweifelt jedoch allerdings Verständlichkeit der Bezüge für Kinder. Diese dürften aber dennoch an den vielen fantasievollen Details, mit den der Film gestopft sei, erfreuen. Der Film wird insgesamt mit 3,5 von 5 Sternen bewertet.
Zu einer ähnlichen Bewertung kommt eine Kritik im Österreichischen Rundfunk, die 7 von 10 Sternen vergibt. Sie bezeichnet Die Boxtrolls als einen „extravaganten Familientrickfilm“ mit einer „pädagogisch wertvollen Botschaft“ und einer „originellen Geschichte“.
Die Neue Zürcher Zeitung meint in einer Kurzkritik, dass der Film gekonnt mit dem „Charme des Hässlichen“ operiere und vergibt 4 von 5 Sternen. Die Schweizer Filmseite Outnow vergibt 4 von 6 Sternen. Sie befindet die visuelle Tricktechnik und die skurrilen Einfälle für gut, bemängelt aber Schwächen im Drehbuch. Dieses versäume es diverse Nebenhandlungen sauber herauszuarbeiten bzw. könne sich nicht richtig entscheiden, welche Handlungssträngen es entwickeln will.
Eine der wenigen eher negativen Kritiken im deutschsprachigen Raum stammt von Rupert Sommer und wurde unter anderem bei Radio Köln und im Weser Kurier veröffentlicht. Er meint, dass der optische Eindruck für Kenner durchaus beachtlich sei, er aber Kinder eher überfordere und möglicherweise verunsichere. Die Darstellung der Boxtrolls wirke nicht anheimelnd und der Film böte Kindern keine Identifikationsfiguren. Schwächen im Drehbuch führten zu einer schleppenden Dramaturgie, die dann auch die Moral letztlich als „zu platt“ beziehungsweise als nicht wirklich überzeugend erscheinen lässt. Insgesamt bewertet er den Film als „akzeptabel“.
Die Deutsche Film- und Medienbewertung (FBW) schreibt in ihrem Pressetext zum Film, dass er „herrlich verschrobener und detailreicher Animationsspaß für die ganze Familie“ sei. Der Film zeichne sich durch viele kleine kreative Einfälle, verspielte Musik und eine rasante Handlung aus und vermittle zudem eine wichtige Botschaft auf unterhaltsame Weise. Die FBW zeichnet den Film mit dem Prädikat „besonders wertvoll“ aus.

### Auszeichnungen (Auswahl)
Der Film war 2014 und 2015 für verschiedene Filmpreise nominiert und wurde mehrfach ausgezeichnet. So war er 2015 für den Oscar als Bester animierter Spielfilm nominiert, ebenso für den Golden Globe Award und den Saturn Award. Die African-American Film Critics Association zeichnete ihn als Best Animated Feature aus. In zwei Kategorien erhielt er einen Annie Award.